# Jens Schlichting
Jens Schlichting (* 4. Juni 1966 in Mülheim an der Ruhr) ist ein deutscher Pianist, Pädagoge, Komponist, Veranstalter und Verleger.

## Leben
Schlichting wuchs in Weinheim auf und nahm seit seiner Kindheit Klavierunterricht. Nach dem Abitur 1986 und anschließendem Zivildienst studierte er Schulmusik, Jazz und Popularmusik und Musiklehre in Mannheim sowie Jazz und Popularmusik in Trossingen. 1996 bis 1999 absolvierte er das Aufbaustudium „Künstlerische Ausbildung Klavier“ bei Paul Dan.

## Karriere
Schlichting arbeitet freiberuflich als Klavierlehrer, Pianist und Komponist. 2001 nahm er das Album „Invisible Visions“ auf, eine Zusammenstellung von jazzorientierten Eigenkompositionen für Klavier, 2006 folgte „Winter Collection“ mit Werken von Mozart, Haydn, Corea und Santoro sowie eigene Kompositionen und Improvisationen und 2008 eine Aufnahme dreier Sonaten von Haydn. 2005 komponierte er im Auftrag des städtischen Theaters Heidelberg die Schauspielmusik zu „Aus dem Leben eines Taugenichts“ von Wolfgang Maria Bauer (nach Joseph von Eichendorff), das in den folgenden Spielzeiten regelmäßig auf dem Spielplan des Theaters stand. Schlichting gründete 2006 den Inter-Note Verlag.
2009 schrieb Schlichting die Musik zum Radio-Tatort „Schlusslicht“. Für die Pianistin Ragna Schirmer komponierte er verschiedene Einzelwerke und Kadenzen, die z. T. auf CD veröffentlicht wurden. Er improvisiert regelmäßig am Klavier zu Stummfilmen wie Metropolis oder Nosferatu, zum Beispiel im Kurtheater Bad Wildbad. Am 14. März 2018 drehte der SWR über ihn das Feature „Der Stummfilmpianist“. Als Komponist, Arrangeur und Schauspielpianist arbeitete er am Theater Heidelberg.
2017 nahm er ein Weihnachtsalbum auf, auf dem er Weihnachtslieder in eigener Interpretation vertont. 2019 erschien das Buch zum Album, das Noten, Liedtexte und Illustrationen seiner Schwester Sandra Ribowski enthält. Für die Veröffentlichung des Buches gründeten die beiden den Verlag Smilla. Schlichting gründete gemeinsam mit anderen 2015 den Verein „Musik in Hirschberg e. V.“ und war bis 2019 2. Vorsitzender. Seit 2019 ist er Vorsitzender.

### Lehre
Schlichting lehrte für mehrere Jahre an der Musikhochschule Mannheim die Fächer schulpraktisches Klavierspiel, Improvisation und Partiturspiel und hat sein eigenes pädagogisches Ausbildungskonzept. Er ist spezialisiert auf Klavierunterricht für Erwachsene und bietet in Kursen und Workshops Unterricht auch für Senioren.
Mehrfach wurde er von Musikhochschulen eingeladen, um über seine methodischen Konzepte zu referieren, so 2017 in Hannover, 2019 in Stuttgart und 2020 in Bayreuth. Er war beratend tätig für die 2020 publizierte Studie "Train the brain with music (TBM): brain plasticity and cognitive benefits induced by musical training in elderly people in Germany and Switzerland, a study protocol for an RCT comparing musical instrumental practice to sensitization to music", in deren Rahmen sein pädagogisches Konzept genutzt wurde. 2021 erstellte Schlichting eine eigene Plattform mit Onlinekursen für Klavier, die in der Presse, im Radio und TV ausführlich besprochen wurde.

## Veröffentlichungen

### Alben
- 2001: Invisible Visions
- 2006: Winter Collection
- 2008: Haydn Sonaten
- 2017: 24 Weihnachtsfantasien

### Veröffentlichungen durch andere Künstler
- 2014: Ragna Schirmer „Concertos“[17]
- 2019: Ragna Schirmer „Madame Schumann“[18]

### Bücher/Noten
- 2007: „Carl Maria von Weber: Concerto no. 2 for clarinet in Bb and orchestra, op. 74, E flat major“, Dowani International, Buch mit CD, ISBN 978-3905476491
- 2008: „Joseph Haydn: Flötenkonzert Hob.VIIF:1“, Dowani, Buch mit CD, ISBN 9783905477801, ISMN 9790501780396
- 2009: „Wolfgang Amadeus Mozart: Klavierkonzert A-Dur KV 488“, Dowani, Buch mit CD, ISBN 9783905477863, ISMN 9790501780457
- 2009: „David Popper: Leichte Etüden für Cello und Klavier op. 76“, hinzugefügte Klavierstimme von Jens Schlichting, Dowani International, Buch mit CD, ISMN 9790006525164
- 2010: „Joseph Reinagle: Sonatine: for violoncello and piano, für Violoncello und Klavier; G major, G-Dur, Sol majeur“, Schott Verlag, Buch mit CD, ISMN 979-0-001-20482-8
- 2015: „Carl Maria von Weber: Concertino op.26 Es-Dur“, Dowani, Buch mit CD, ISBN 9789043147538
- Piano Prima Vista Blattspielmethode für Klavier, Inter-Note Verlag, incl. 2 CDs
- Invisible Visions Eigenkompositionen für Klavier, Inter-Note Verlag
- Endlich Klavier Spielen! Methode für erwachsene Anfänger, Inter-Note Verlag, mit CD